# Dikumylperoxid
Dikumylperoxid je organický peroxid se vzorcem (C6H5CMe2O)2 (Me = CH3). Využití nachází při výrobě polymerů, kde slouží jako radikálový iniciátor a zesíťovací činidlo ve výrobě nízkohustotního polyethylenu.

## Výroba
Dikumylperoxid vzniká jako vedlejší produkt autooxidace kumenu během výroby kumenhydroperoxidu v prvním kroku kumenového procesu. Také jej lze získat reakcí α-methylstyrenu s peroxidem vodíku.
Dikumylperoxid je nejvíce vyráběným dialkylperoxidem.

## Vlastnosti
Dikumylperoxid je v důsledku sterického stínění substituenty okolo peroxidové skupiny poměrně stálý. Při zahřátí u něj dochází k homolýze slabé vazby O-O.